# Georg Sailer
Georg Sailer (* 8. Februar 1874 in Wien; † 14. Dezember 1935 ebenda) war ein österreichischer Politiker (SDAP).

## Leben
Georg Sailer erlernte, nachdem er die Pflichtschulen absolviert hatte, den Beruf des Buchdruckers, und war danach bis 1907 als Setzer und Korrektor aktiv. Im Anschluss daran wurde er Mitglied in einer Genossenschaft. Während des Ersten Weltkriegs diente Sailer rund eineinhalb Jahre als Frontsoldat.
Im Mai 1919 zog er für die Sozialdemokratische Arbeiterpartei in den Landtag Niederösterreich ein. Von Dezember 1920 bis Juli 1922 war er schließlich Mitglied des Bundesrats und von Juli 1922 bis Oktober 1930 Abgeordneter der SDAP zum Nationalrat. Er wurde am Friedhof der Feuerhalle Simmering bestattet (Abt. 8, Ring 2, Gruppe 4, Nr. 20). Das Grab ist bereits aufgelassen.